# خط اصلی ساحل شرقی

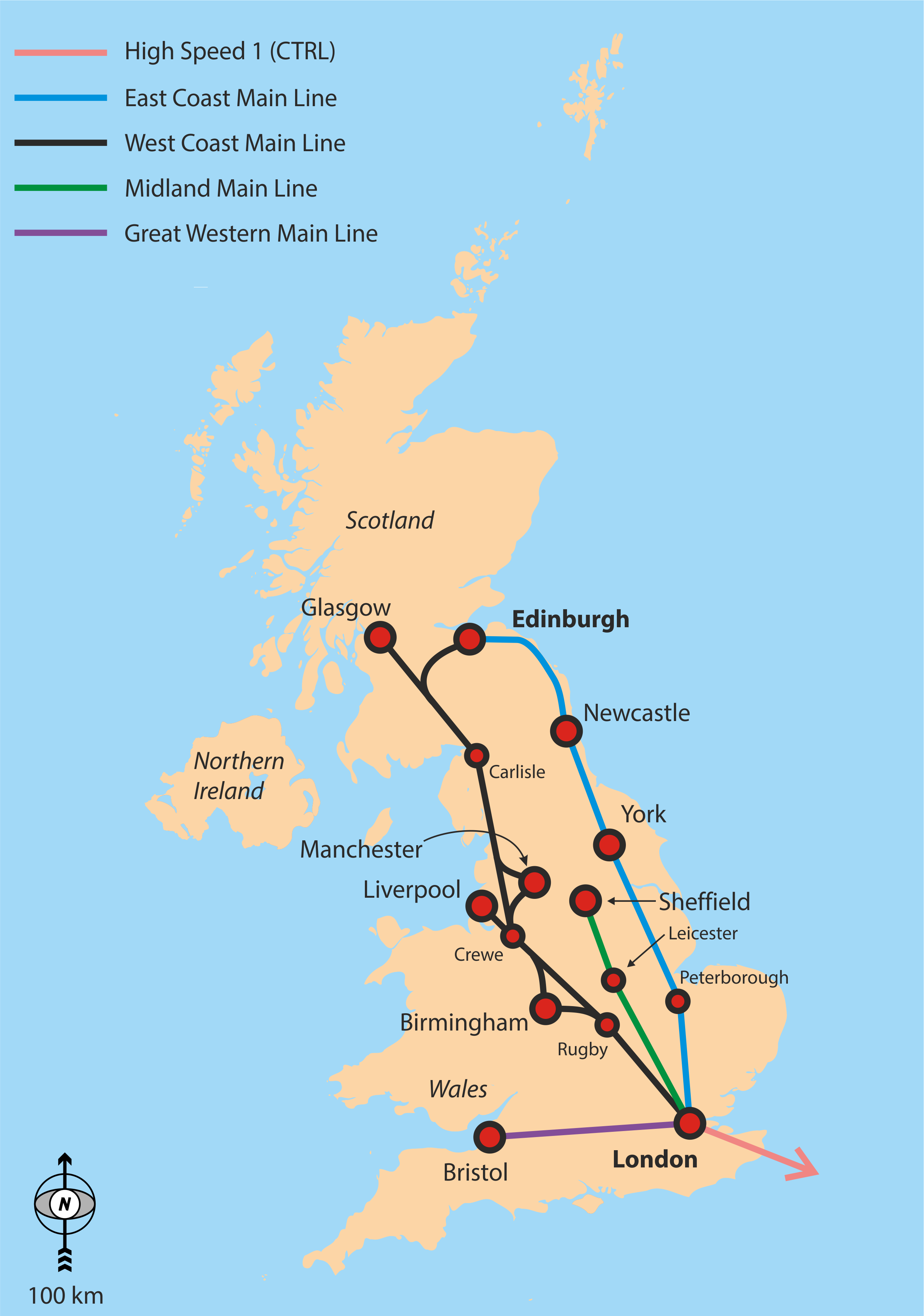
خط اصلی ساحل شرقی (آبی)

خط اصلی ساحل شرقی (به انگلیسی: East Coast Main Line) یکی از خطوط اصلی راه‌آهن در کشور بریتانیا است.
این خط که از نوع قطار تندرو و برقی است از شهر لندن (انگلستان) شروع شده و پس از عبور از ۵۲ ایستگاه و ۶۳۲ کیلومتر در شهر ادینبرو (اسکاتلند) به پایان می‌رسد.

## شهرهای مهم
- لندن
- پیتربورو
- دونکستر
- ویکفیلد
- یورک
- دارلینگتون
- نیوکاسل آپون تاین
- ادینبرو
- ابردین